# Hans Wagner (Fotograf)
Hans Wagner (* 13. März 1909 in Berlin; † 8. Juni 1981 in Vlotho) war ein deutscher Fotograf und Inhaber des gleichnamigen Ansichtskartenverlags in der ostwestfälischen Stadt Vlotho in Nordrhein-Westfalen.

## Leben
Wagner wurde in Berlin geboren und siedelte 1921 mit seiner Mutter nach Vlotho über, die hier in ihrer Heimat ein zweites Mal heiratete. Er erlernte den Beruf eines Kaufmanns und wurde Anfang der 1930er Jahre arbeitslos. Im Zweiten Weltkrieg wurde Wagner Bildberichterstatter zur aktuellen Berichterstattung aus Berlin und an den Fronten. 1943 wurde er in Afrika durch die Amerikaner gefangen genommen und kam zur Internierung nach Kansas. Danach wurde er freigelassen und fand sein fotografisches Archiv unversehrt in Wetzlar wieder. Er gründete 1946 in Vlotho den Postkartenverlag Hans Wagner. 1977 gab er die Geschäftsführung aus der Hand, fotografierte aber bis zu seinem Tod noch weiter.

## Künstlerisches Leben
Angeregt durch die Jugendbewegung der 1920er Jahre, begann er seine Heimat zu fotografieren. Er hatte zunehmend Erfolg im Verkauf seiner Bilder, sodass er sich 1932 als Ansichtskartenverleger in Vlotho selbständig machen konnte. 1937 wurde er als Leiter des Werbebildarchivs der Firma Leica in Wetzlar angestellt.

### Auftrag der Finnischen Fremdenverkehrsbehörde
1939 beauftragte ihn die finnische Fremdenverkehrsbehörde, in Hinblick auf die Olympiade in Helsinki 1940 eine repräsentative Farbdiadokumentation des ganzen Landes Finnlands anzufertigen, eine Veröffentlichung der Fotos kam aufgrund des Zweiten Weltkrieges nicht zustande. Im Zweiten Weltkrieg war er in Berlin und an diversen Fronten als Bildreporter eingesetzt. 
Der Fotoband über Finnland wurde 1985 auf Finnisch in der Reihe Viimeinen kesä im Gummerus Verlag, Jyväskylä, ISBN 951-864-044-0 durch Margarethe Wagner mit Texten von Eila Pennannen herausgegeben. Die vielen Agfa-Diafilm-Fotografien und sonstige Abbildungen geben einen historischen Einblick in das Finnland von 1939 wie es auch der Titel „Einzigartige Farbfotodokumentation vom finnischen Sommer 1939“ (Ainutlaatuinen värivalokuvakertmus suomesta kesällä 1939) beschreibt.